# It’s a Shame (Kris Kross-dal)
Az It's a Shame a 4. kislemez az amerikai Kris Kross duó első debütáló, 1992-ben megjelent Totally Krossed Out című albumról.

## Története
Az It's a Shame a 4. és egyben utolsó kislemez a duó debütáló albumáról. A dal nem ért el túlzott sikereket, mint a korábbi 3. dal. A Billboard Hot Rap kislemez lista 11. helyéig jutott, valamint az 55. lett a Hot R&B/Hip-Hop Dalok listáján. Az Egyesült Királyságban a 31. helyen végzett.

## Tracklista
- It's a Shame (7" remix) 3:42
- It's a Shame (Extended Remix) 6:42
- It's a Shame (Steve Anderson Extended Remix) 6:17
- It's a Shame (Supercat Dessork Mix)  3:52

## Külső hivatkozások
- A dal videóklipje[1]
- Angol megjelenés bakelitlemezen[2]